# Neohesperilla xanthomera
The Xanthomera Skipper (Neohesperilla xanthomera) là một loài bướm ngày thuộc họ Bướm nhảy. Nó được tìm thấy ở Bắc Úc, Queensland và New South Wales.
Sải cánh dài khoảng 30 mm.
Ấu trùng ăn Heteropogon.